# Sergiu Craciun
Sergiu Craciun (30 de junio de 1984) es un deportista italiano que compite en piragüismo en la modalidad de aguas tranquilas. Ganó dos medallas de bronce en el Campeonato Mundial de Piragüismo, en los años 2017 y 2018, y una medalla de bronce en el Campeonato Europeo de Piragüismo de 2017.

## Palmarés internacional
| Campeonato Mundial | Campeonato Mundial          | Campeonato Mundial | Campeonato Mundial |
| Año                | Lugar                       | Medalla            | Competición        |
| ------------------ | --------------------------- | ------------------ | ------------------ |
| 2017               | Račice (República Checa)    | Medalla de bronce  | C2 500 m           |
| 2018               | Montemor-o-Velho (Portugal) | Medalla de bronce  | C4 500 m           |
| Campeonato Europeo |                             |                    |                    |
| Año                | Lugar                       | Medalla            | Competición        |
| 2017               | Plovdiv (Bulgaria)          | Medalla de bronce  | C2 1000 m          |